# Палац святих Михайла та Георгія (Керкіра)
Палац святих Михайла та Георгія — палац на острові Керкіра (Корфу), Греція. Він розташований в центрі міста Керкіра. Будівля також відома як Королівський палац, Міський палац або місцево грецькою назвою Palaia Anaktora (грец. Παλαιά Ανάκτορα, дос. «Старий палац»).

## Історія
Палац був замовлений сером Томасом Мейтлендом, верховним британським комісаром Іонічної республіки. Він служив резиденцією верховного комісара, але також був домом Іонічного сенату та ордену святого Михайла і святого Георгія. Перший камінь у фундамент палацу був закладений в день святого Георгія в 1819 році, а загалом він був завершений в 1824 році. Палац розташований між старим містом Керкіри та Старою фортецею.
Після об'єднання Керкіри з Грецьким королівством в 1864 році і аж до Другої світової війни палац служив королівською резиденцією. Він пережив італійський обстріл міста під час «Інциденту на Корфу» в 1923 році, але зазнав більшої шкоди від його використання як тимчасового житла для біженців з Епіру під час громадянської війни в Греції (1946–1949). Греція змогла відновити інтер'єр палацу лише в 1954 році за допомогою приватного тресту, організованого сером Чарльзом Піком, тодішнім послом Великої Британії в Греції. До 1967 р. Грецький король час від часу використовував палац у державних справах, перебуваючи у своїй резиденції Мон Репо.

## Архітектура
Палац був спроектований у стилі неокласичної архітектури Греції, і це перша будівля цього стилю, побудована на території Греції. Його розробив британський архітектор Джордж Вітмор, який був полковником, а згодом генерал-майором у Корпусі королівських інженерів. Будівля побудована з вапняку, що імпортувався з Мальти, і на його будівництві були зайняті мальтійські робітники. Скульптурними елементами палацу є роботи мальтійських скульпторів Вінченцо та Фердінандо Дімеха, а також місцевого скульптора Павлоса Просалентіса.
Головна будівля має три поверхи. На його фасаді є колони з тріумфальними арками, одна присвячена святому Михайлу, а друга присвячена святому Георгію. За тріумфальними арками розташовані менші, симетрично розташовані будівлі з кожного боку головної будівлі. В палаці напроти входу є великі сходи, що ведуть до двох великих кімнат. На першому поверсі будинку знаходиться, серед іншого, старе приміщення Іонічного парламенту. Нагорі — Тронний зал комісара, до якого входить трон, а також їдальні та танцювальні зали. В інтер'єрі будівлі представлені численні скульптури та фрески. На карнизі даху головної будівлі є скульптури скульптора Павлоса Просалентіса із зображенням семи Іонічних островів, а на середній видно ріг, який вважається англійським символом.
У внутрішньому оздобленні Палацу переважає бронза та мармур, а скляний купол, розташований в центрі, дає багато сонячного світла в приміщенні палацу.
Палац був відремонтований для зустрічі на вищому рівні Європейського Союзу в 1994 році. Збоку і ззаду палацу є сад з видом на море.

## Музей Азійського мистецтва

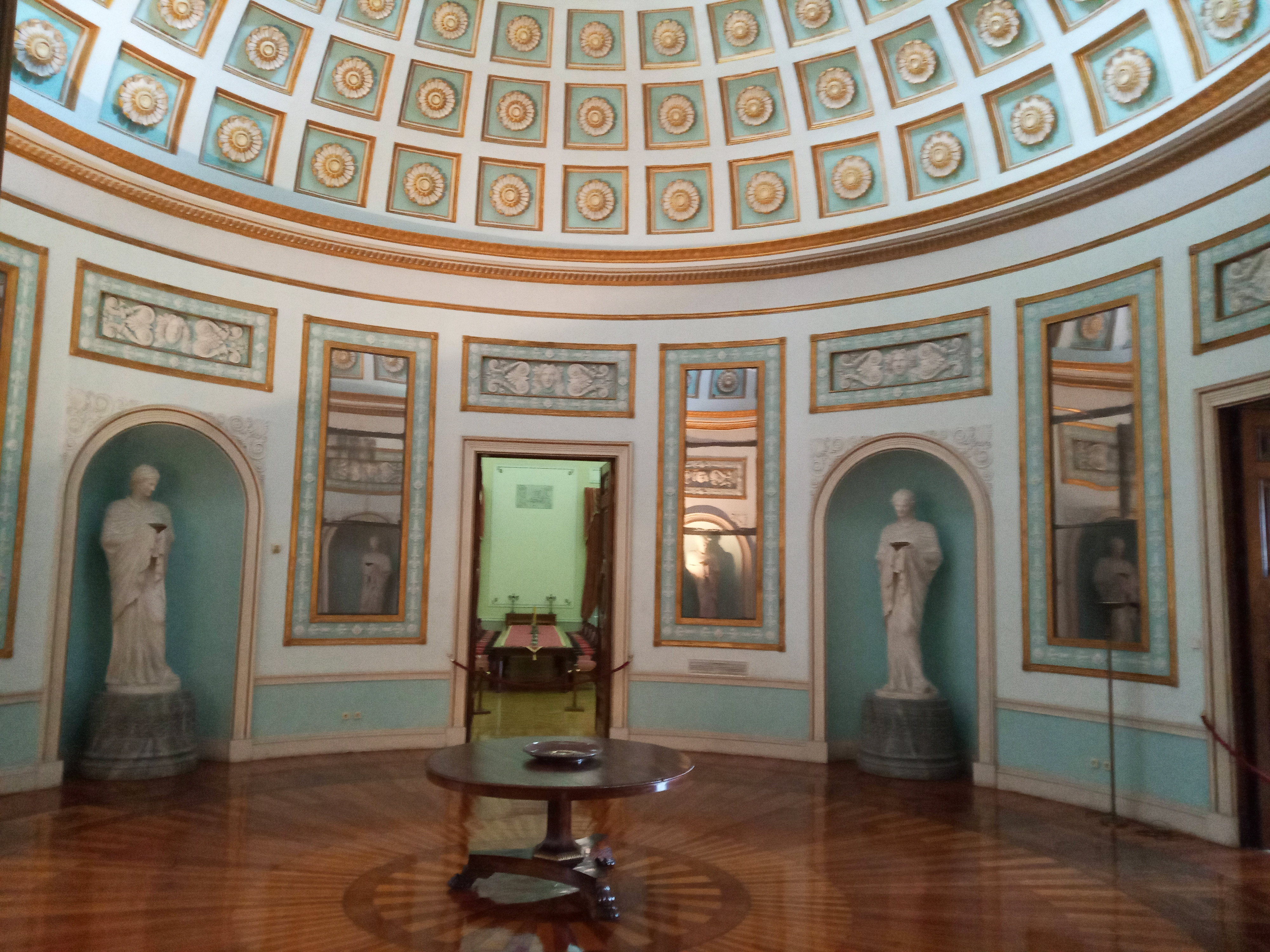

Сьогодні в палаці знаходиться Музей азійського мистецтва Керкіри, що був заснований у 1927 році як Музей китайсько-японського мистецтва, після пожертвування греко-японської колекції Григорія Ману (10 500 експонатів) грецькій державі. Григорій Ману став першим куратором музею. З цього часу Музей був отримав багато інших пожертвувань, внаслідок чого його колекція наразі включає близько 15 000 творів азійського мистецтва, що представляють приватні колекції та пожертви окремих предметів. Донорство Ніколаос Гаджівасіліу у 1973 року, зокрема, з додаванням 400 робіт з Індії, Пакистану, Тибету, Сіаму та Південно-Східної Азії, суттєво змінило китайсько-японський профіль музею і призвело до того, що він перейменований на Музей азійського мистецтва.
Харілаос Хіотакіс в 1980 році передав колекцію з 360 предметів з порцелян, бронзи та слонової кістки, артефакти, які в основному відносяться до 17-19 століття.
Сьогодні він користується світовим визнанням, рідкісні предмети з його колекцій представлені на міжнародних виставках. Останній відбувся в Токіо, в Токіо, в музеї Токіо, влітку 2009 року.
Загалом в музеї представлені більш ніж 15 000 предметів з китайської, корейської, індійської та японської культури, включаючи картини, скульптури, порцеляну, тощо.

## Галерея

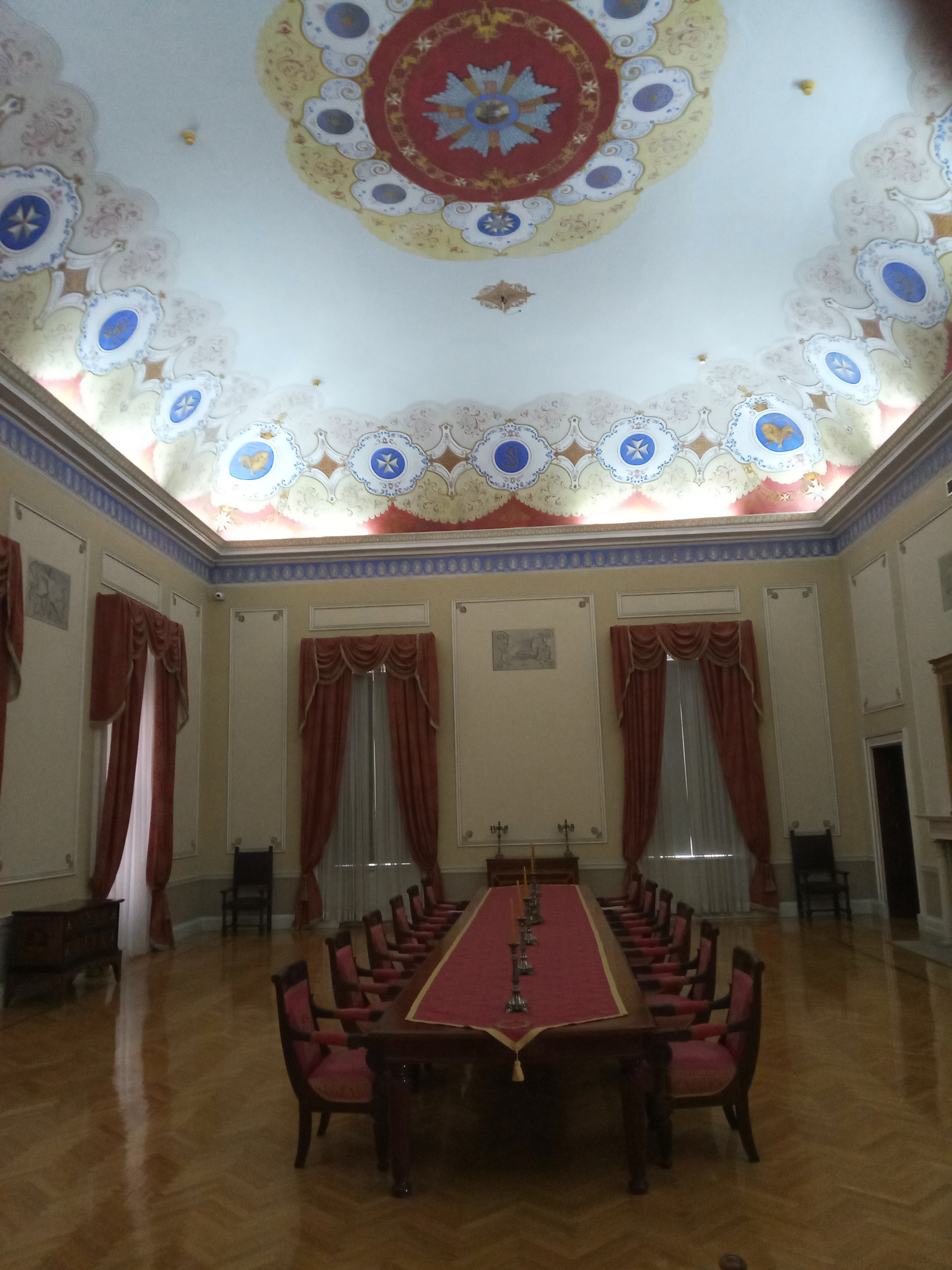
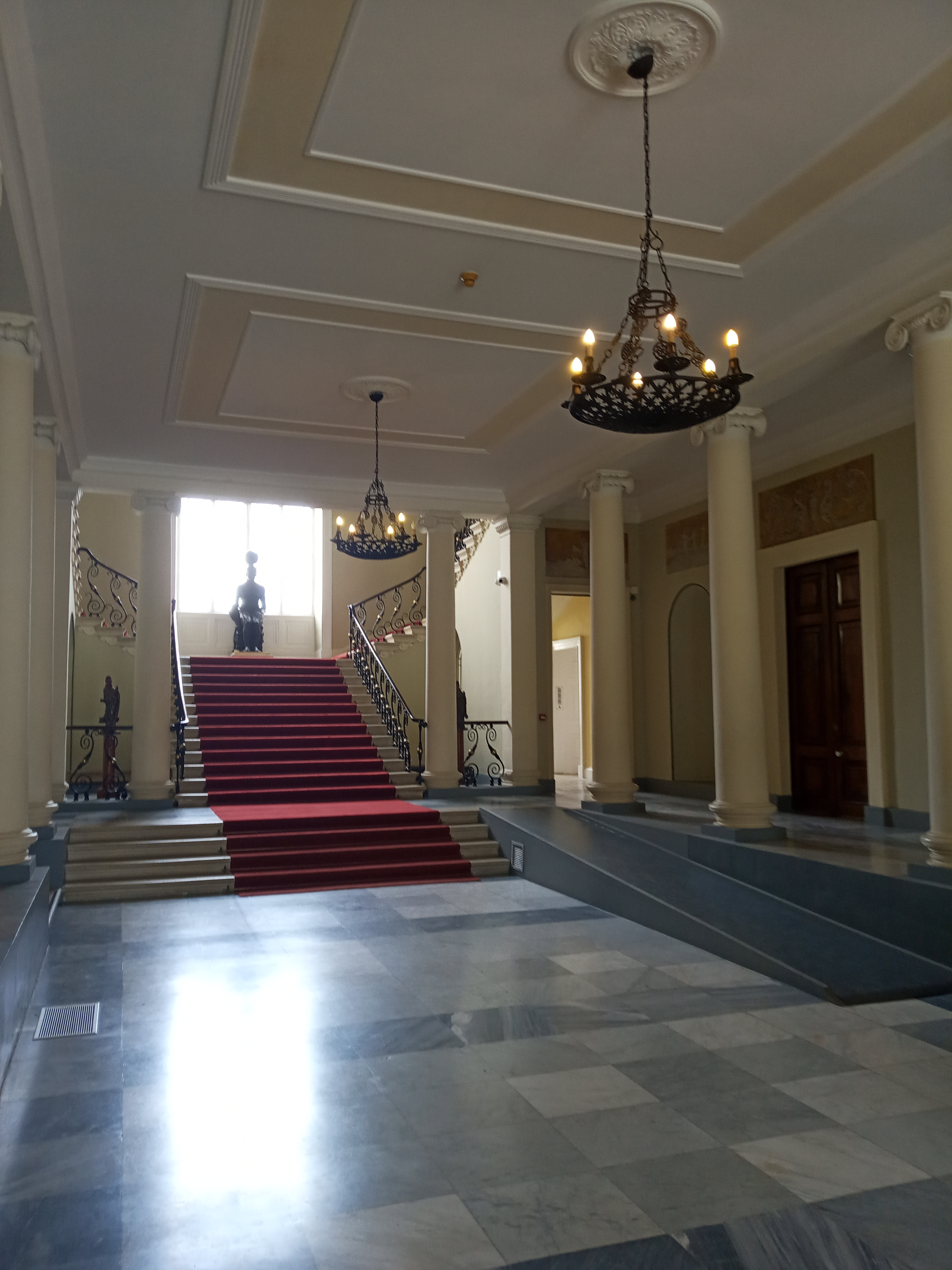
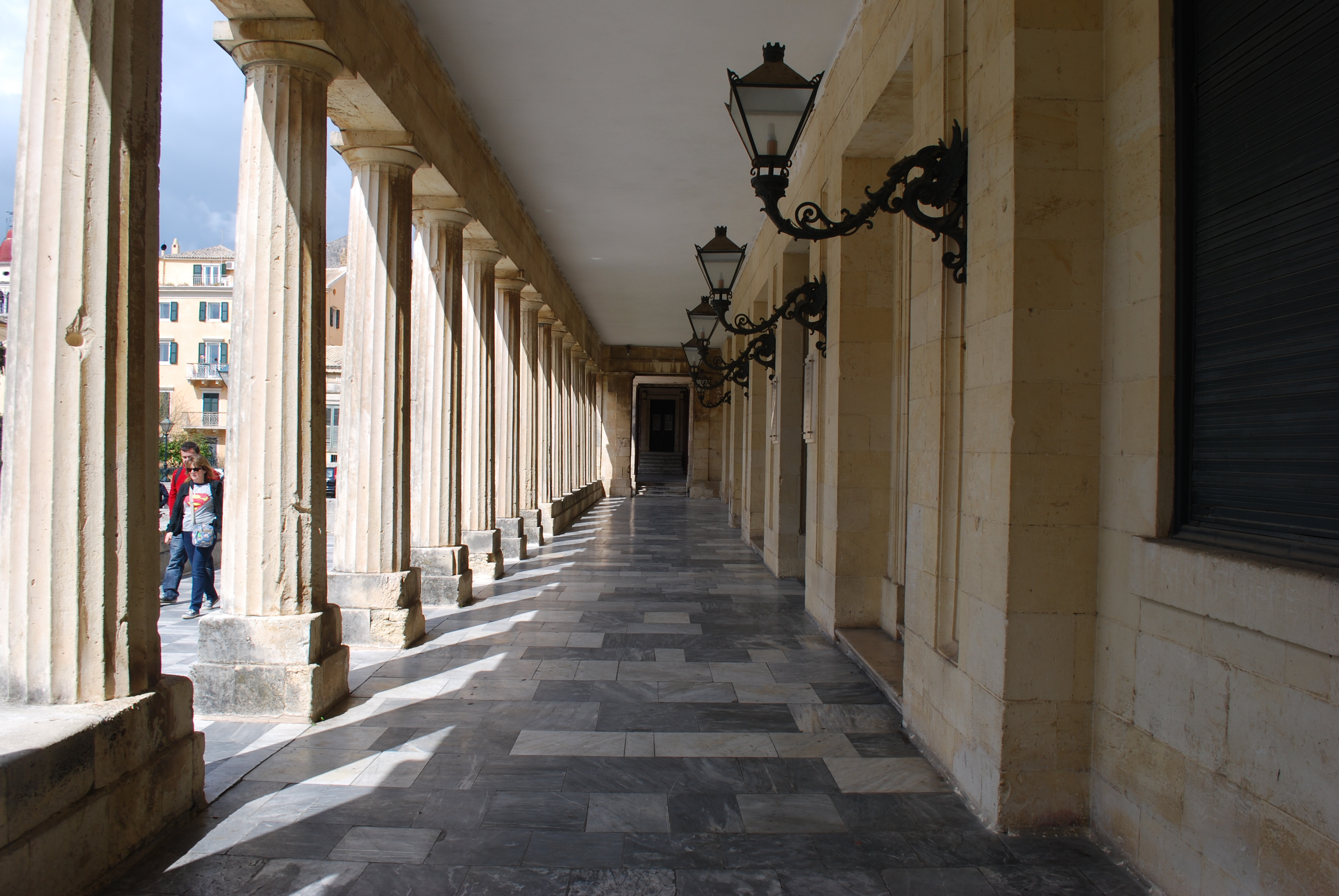
Колонада
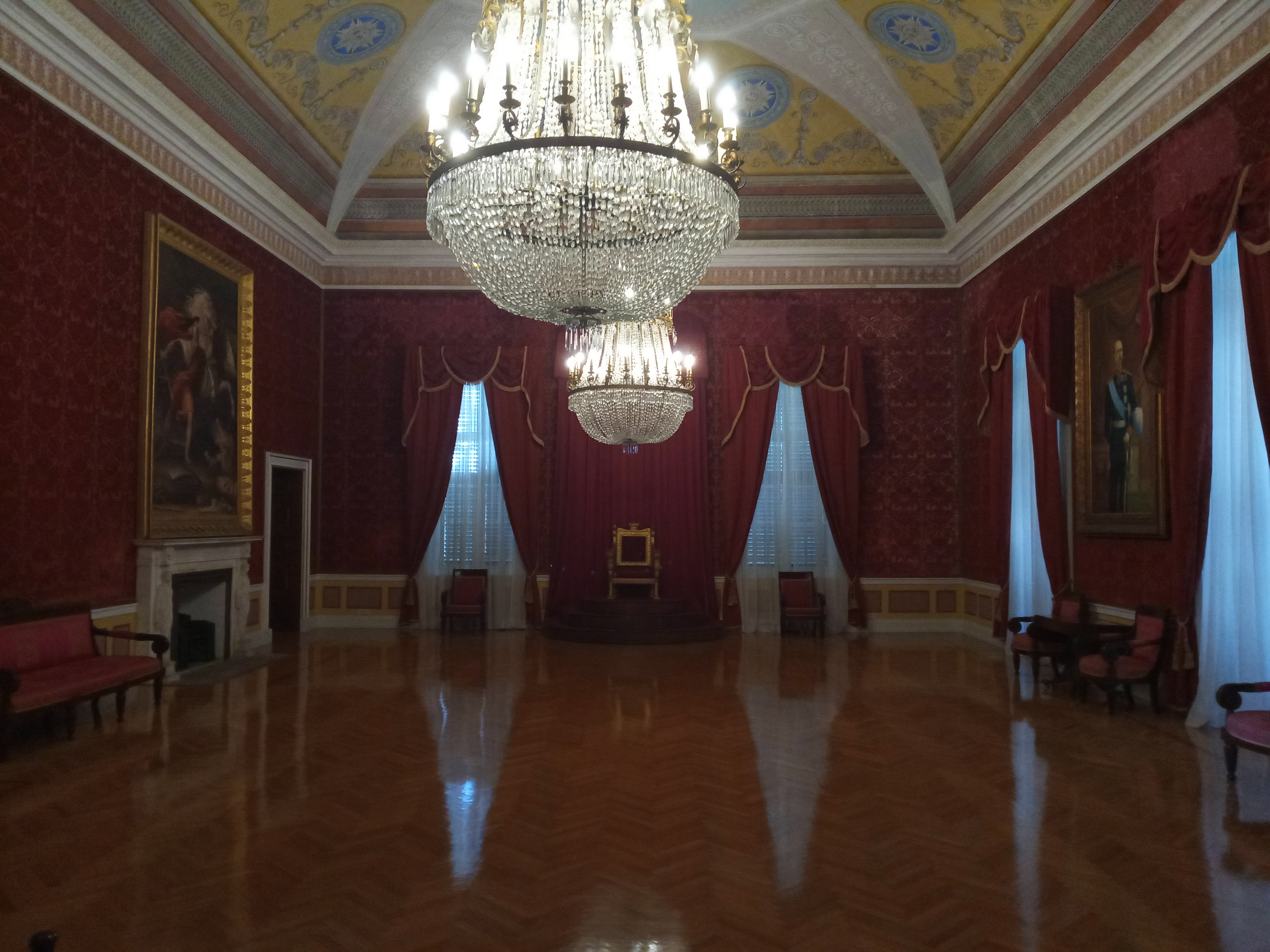
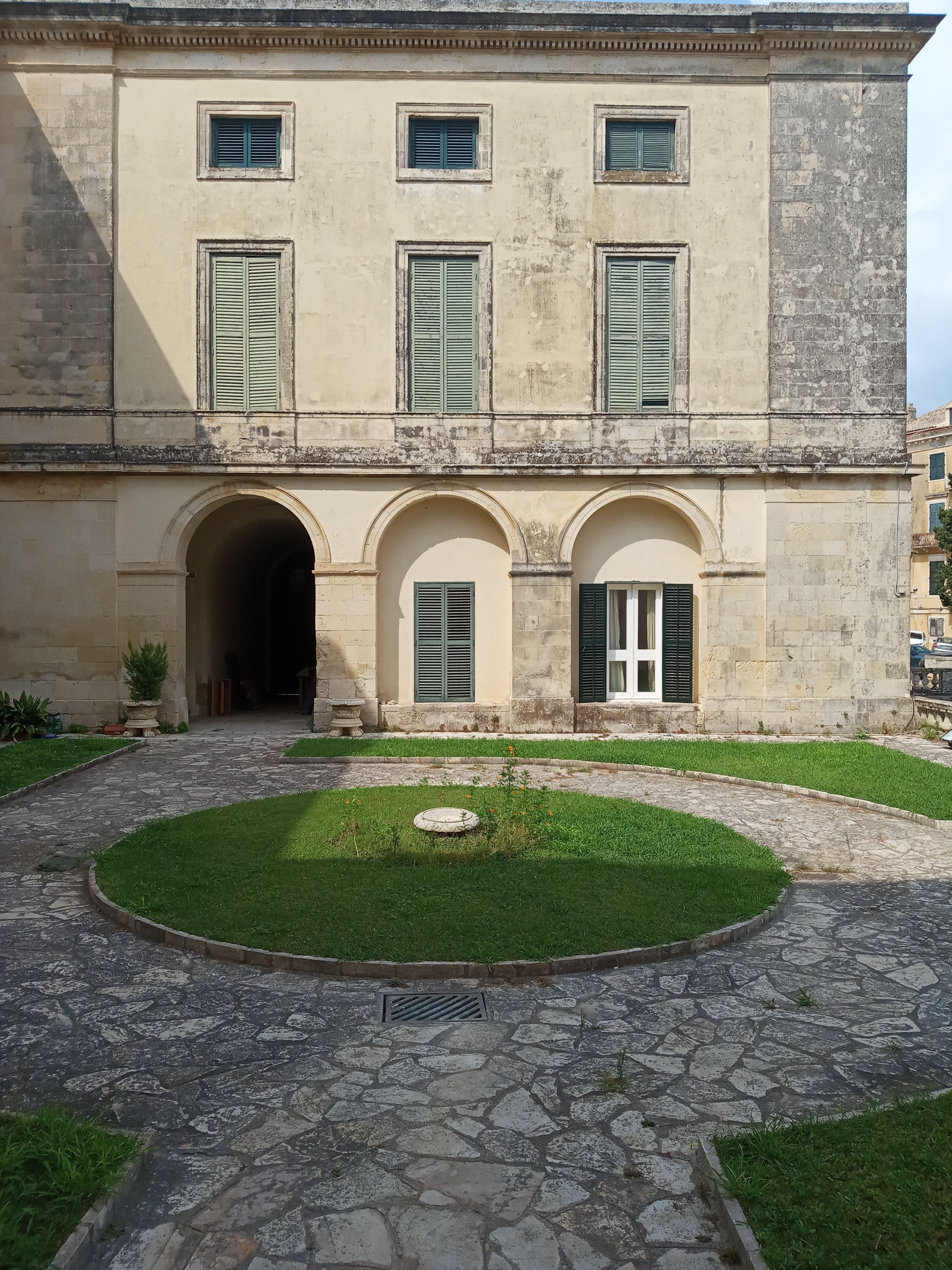
Внутрішній дворик
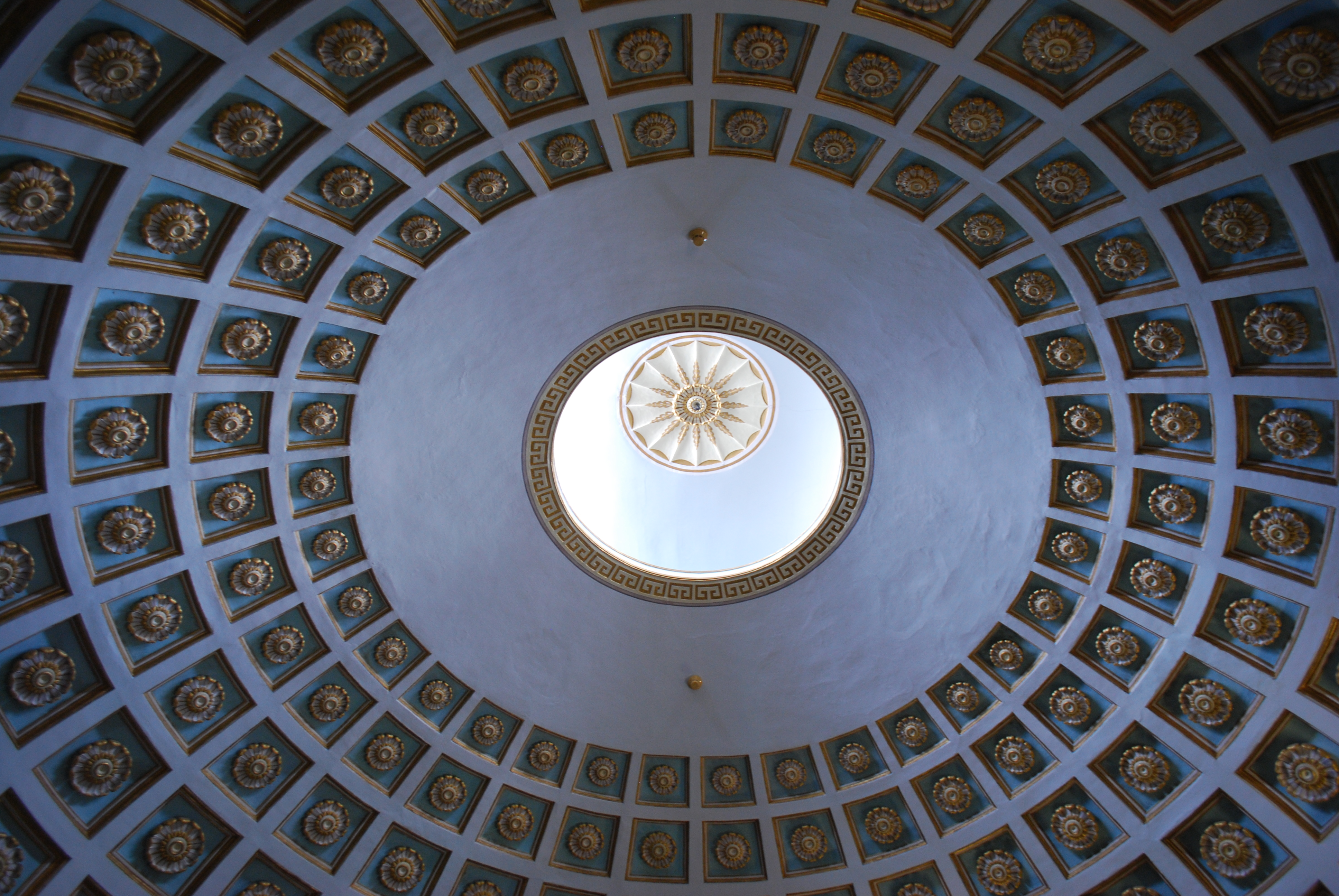
Купол
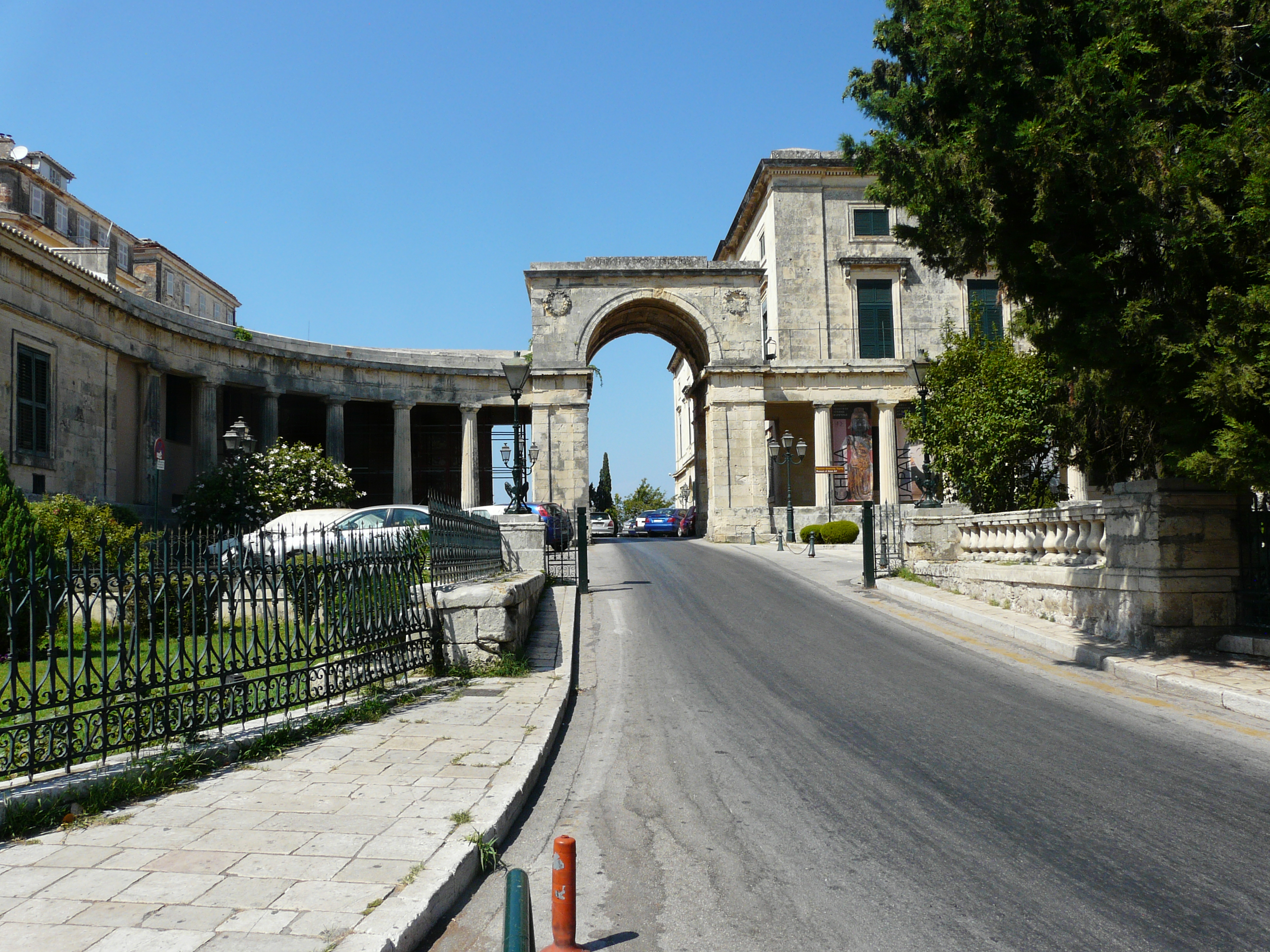
Використоується як проїзд для міського транспорту